# 陶宗旺
陶宗旺，小说《水浒传》中人物，祖籍光州 (河南省)｜光州，先为庄家田户，后来和欧鹏、蒋敬、马麟四人一起落草黄门山。在宋江从江州獲救，返回梁山路过黄门山时四人顺路上了梁山。受招安后，征讨方腊時，攻润州时乱军中乱箭射死，马踏身亡。

## 影视形象
- 2011年版《水浒传》：孙福利